# Slaget vid Meromsjön
Slaget vid Meromsjön är enligt Bibeln och Toran ett slag mellan israeliterna under kung Josua och en allians av kananitiska stadsstater ledda av Hazors kung Jabin. Slaget skall ha stått nära Meromsjön som ligger ungefär sexton kilometer norr om Gennesaretsjön. 
Efter att ha vandrat runt i öknen i 40 år i och med uttåget ur Egypten skall israeliterna under Josua ha begett sig in i Kanaan där de plundrade Jeriko och flera andra Kananitiska städer. Kung Jabin av Hazor beslutade sig till slut för att samla en stor här från olika kananitiska stadsstater och möta det israeliska hotet. När armén marscherade längs med Meromsjön utsattes de för ett överraskningsanfall av israeliterna som väntat på dem där. Striden skall ha varit hård och vild men den oförberedda kananitiska armén kunde inte hålla ut mot det israelitiska anfallet och flydde till slut i panik. Josua och hans armé jagade efter dem och dräpte flera kananiter, däribland Jabin. Med den kananitiska armén krossad kunde israeliterna fortsätta sin erövring av Kanaan.
Det är debatterat huruvida slaget vid Meromsjön och hela den israelitiska erövringen av Kanaan faktiskt inträffat. Det finns inga arkeologiska bevis för slaget i sig och de israelitiska erövringarna av olika kananeiska städer har till stor del motbevisats. 
Arkeologen Nadav Na'aman menar till exempel att inget tyder på att Slaget vid Meromsjön faktiskt ägt rum och att berättelsen kommit ur "ekona av flera gamla järnålderskrig i området som israeliterna gjorde till sina egna".